# Chalchiuhnenetzin
Chalchiuhnenetzin, levde under år 1473, var en aztekisk prinsessa. 
Hon var dotter till den aztekiska prinsessan Atotoztli II och Tezozomoc och syster till aztek-kejsarna Axayacatl, Tizoc och Ahuitzotl. Hon gifte sig med kung Moquihuix av Tlatelolco.
Hon är känd i historien för den berömda legenden om sina älskare. Då hon anlände till Tlatelolco fick hon sin egen bostad, där hennes make kungen besökte henne. Hon ska ha sänt ut sina tjänare i staden för att välja ut vackra män till älskare åt henne. Eftersom det var förbjudet för kvinnor att vara otrogna, lät hon döda sina älskare efter samlag. Därefter lät hon göra statyer av sina älskare. Då hennes make kungen frågade henne om statyerna, förklarade hon att de var statyer av hennes gudar. Till slut beslöt hon emellertid att behålla tre av sina älskare. Hennes make blev misstänksam då han under ett besök märkte att en av dessa män bar ett armband han givit henne. När han beslöt att ha samlag med henne, upptäckte han att hon hade blivit ersatt i sängen av en staty. En av hennes tjänare visade honom då ett rum, där han såg hur Chalchiuhnenetzin hade samlag med sina tre älskare. Kungen lät därefter avrätta Chalchiuhnenetzin, hennes tre älskare och alla medlemmar av hennes hushåll offentligt. Denna historia ska ha fått hennes bror aztek-kejsaren Axayacatl att attackera och erövra Tlatelolco och döda sin svåger. 
Vad som är sant, om något, ur legenden är okänt. Det stämmer oavsett att Axayacatl år 1473 attackera och erövrade Tlatelolco och dödade sin svåger kung Moquihuix därför att han ansåg att denna hade behandlat hans syster illa. Enligt den officiella aztekiska historien var dock kung Moquihuix som vägrade ha samlag med Chalchiuhnenetzin för att han tyckte att hon var för mager och försummade henne för sina konkubiner, misshandlade henne och tvingade henne att leva i misär och sova på golvet medan han gav de gåvor hennes bror sände henne till sina konkubiner. Efter erövringen av Tlatelolco ska Chalchiuhnenetzin ha återvänt till sin bror.